# Ignatius Zakka I Iwas
Ignatius Zakka I Iwas (syriska: ܐܝܓܢܐܛܝܘܣ ܙܟܝ ܩܕܡܝܐ ܥܝܘܐܨ, arabiska: إغناطيوس زكا الأول عيواص, Zakkà ‘Īwāṣ), född Sanharib Iwas 21 april 1933 i Mosul, Irak, död 21 mars 2014 i Kiel, Tyskland, var en irakisk patriark i den syrisk-ortodoxa kyrkan och den högste ledaren för samma kyrka från 1980 fram till sin död. Han patriarkvigdes den 14 september 1980 i Sankt Georges patriarkiska katedral i Damaskus. Han efterträdde Ignatius Ya`qub III.